# Kaedan Korczak
Kaedan Korczak (Yorkton, Saskatchewan, 29 de enero de 2001) es un jugador profesional canadiense de hockey sobre hielo que se desempeña en la posición de defensor derecho en Vegas Golden Knights, equipo de la National Hockey League (NHL).

## Carrera
Fue seleccionado en la segunda ronda en la NHL Entry Draft de 2019. En 2021 hizo su debut profesional con el equipo Vegas Golden Knights, donde lleva jugando tres temporadas.